# 管世駿
管世駿（?—?），浙江省台州府黃巖縣人，清朝政治人物、同進士出身。
光緒十八年（1892年），参加光緒壬辰科殿試，登進士三甲40名。同年五月，授内阁中书